# مروة (الكمرون)
مَرْوَة (بالبلارية: مَرْوَ) مدينة وعاصمة منطقة أقصى الشمال في الكمرون.